# La dona caçadora (WMP6)
La dona caçadora (WMP6) fa referència a un esquelet femení de 9.000 anys d'antiguitat, enterrat al jaciment de Wilamaya Patxja en el districte de Puno, al sud de la serralada dels Andes de Perú.
Les restes corresponen als ossos d'una dona jove, d'entre 17 i 19 anys, enterrada amb un gran aixovar d'eines de caça, com per exemple: puntes de projectils de pedra, un ganivet i utensilis per rascar i adobar pells. L'àrea on va ser trobada tenia 27 ㎡ i estava envoltada amb 20.000 artefactes i sis cossos, un dels quals corresponia a la caçadora de caça major.
En un principi, els arqueòlegs van pensar que es tractava d'un home i no pas d'una dona pels objectes de caça que l'acompanyaven. Però, a partir de proves científiques, van analitzar l'esmalt de les dents i van concloure que, efectivament, es tractava d'una dona caçadora. 
La caçadora correspon a l'única dona dels sis cossos trobats al jaciment de Wilamaya Patxja. 
Aquesta troballa arqueològica ha significat molt per a la història de les dones, perquè va comportar l'estudi d'altres restes que havien estat mal identificades i catalogades com a homes.
A partir d'aquí han sorgit noves hipòtesis relacionades amb la dona caçadora:

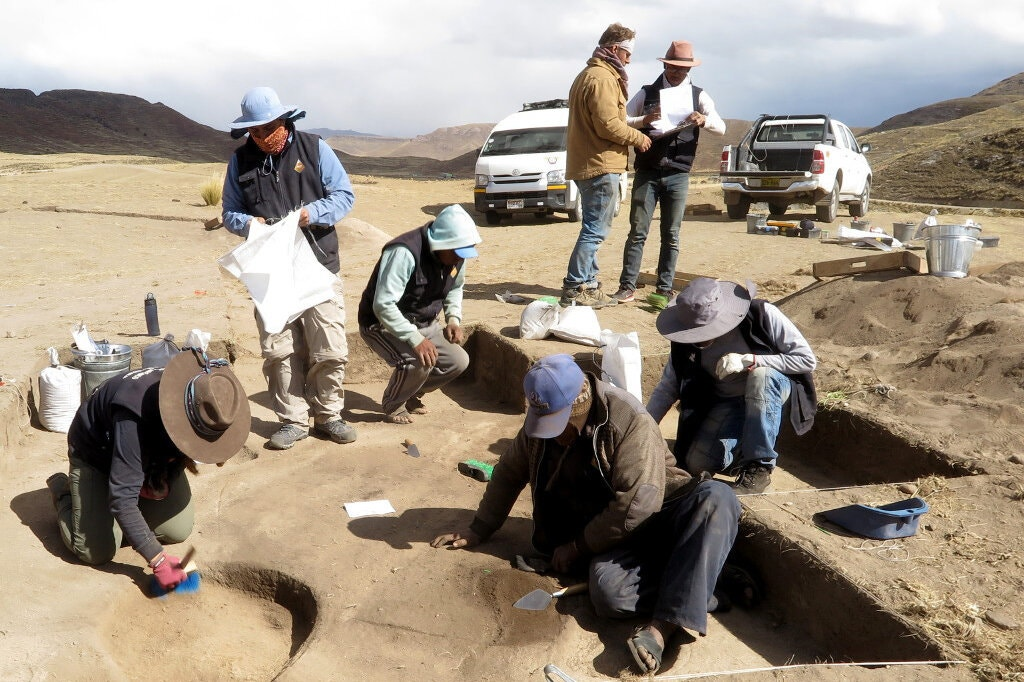
Excavacions a Wilamaya Patjxa al Perú, on els arqueòlegs van recuperar aproximadament 20.000 artefactes, incloses les restes de sis persones, una de les quals era la caçadora.

- Excavacions a Wilamaya Patjxa al Perú, on els arqueòlegs van recuperar aproximadament 20.000 artefactes, incloses les restes de sis persones, una de les quals era la caçadora.Per una banda, l'arqueòleg Randy Haas de la Universitat de Califòrnia va concloure que és possible que existís la participació dels dos sexes en el món de la caça. Haas va analitzar 429 enterraments en el continent americà que daten de fa uns 14.000 o 8000 anys, identificant el sexe a 27 individus, dels quals ja havia estat determinat i que van ser trobats amb indicis de caça major. Onze eren dones i setze, homes. Tot i això, ell i els seus autors van reconèixer que la informació no era concloent per a aquests enterraments, i que l'únic individu que era inqüestionablement femení i caçador era WMP6; per percentatge, les dones representaven entre el 30 i 50% dels caçadors de caça major.
- Per altra banda, Robert L. Kelly Arxivat 2020-10-05 a Wayback Machine., un antropòleg de la Universitat de Wyoming, no pensava el mateix. Critica aquesta hipòtesi arran de dos enterraments d'aquest mateix jaciment; es tracta de nadons, que Hanns i els seus col·laboradors van descriure “com enterrats amb artefactes que suggerien que eren caçadors”,[2] i va advertir sobre la interpretació excessiva en els enterraments. “La interpretació dels dipòsits funeraris, com un acte cultural i simbòlic, no és senzilla ni directa”.